# Jean-Pierre Como
Pour les articles homonymes, voir Como.
Jean-Pierre Como, né en 1963 à Paris, est un pianiste de jazz et compositeur français. Il est le claviériste fondateur du groupe de jazz-rock Sixun.

## Biographie
Issu d'une famille italienne, Jean-Pierre Como témoigne dès 13 ans d'un intérêt marqué pour le jazz et les musiques improvisées. Après des études classiques au conservatoire, il aborde de manière plus ou moins autodidacte le domaine du Jazz, travaillant épisodiquement avec Gilles Renne, Bernard Maury, François Couturier et Michel Sardaby. Déjà, il attache beaucoup d'importance à la composition et enregistre en 1983 certaines de ses compositions, entouré de Jean-Paul Celea, François Laizeau, F. Petier et Louis Winsberg. Parallèlement, il accompagne Zaka Percussions, Rido Bayonne et Pierre Vassiliu.
En 1984, il rencontre Paco Sery et décide de former Sixun. De 1984 à nos jours Jean-Pierre Como fournit une grande partie des compositions du groupe. Il joue ensuite régulièrement dans le quintet de Antoine Illouz ainsi qu'au sein du big band d'Antoine Hervé.
En 1989, ses premières collaborations avec le bassiste Dominique Di Piazza et le batteur Stéphane Huchard aboutiront à son premier disque en trio, Padre.
Son parcours s'est construit et nourri de rencontres et d'échanges musicaux très fructueux, entre autres : Sylvain Luc en 1990, Stefano di Battista en 1993, Michael Brecker en 1994, Emanuele Cisi et Jean-Marie Ecay en 1996, Jean-Luc Ponty en 1997, André Ceccarelli, Didier Lockwood en 2001, Pierre Bertrand, Paolo Fresu, Dario Deidda et Sylvain Beuf en 2006, Aldo Romano, Diego Imbert en 2007…
En 2013 il fait appel au saxophoniste argentin Javier Girotto, au percussionniste argentin Minino Garay et au bassiste italien Dario Deidda pour rendre hommage d'une façon sensuelle et personnelle aux musiques latines et méditerranéennes dans un nouvel opus intitulé Boléro.
En 2015, il sort son 10e album, Express Europa, sur lequel on trouve des compositions qui mettent en scène la voix avec les chanteurs Walter Ricci et Hugh Coltman. On entend également le saxophoniste Stefano Di Battista, le guitariste Louis Winsberg, le batteur Stéphane Huchard, le bassiste et contrebassiste Jérôme Regard, et en invités le guitariste Jean-Marie Ecay, le batteur André Ceccarelli, et Pierre Bertrand (saxophoniste) sur quatre arrangements.
En mai 2018, le pianiste Jean-Pierre Como devient « Artiste Steinway ».
Son 11e album Infinite sort le 7 septembre 2018, en quartet avec Christophe Panzani, Rémi Vignolo et Bruno Schorp,. Il reçoit entre autres le CHOC de la rédaction de Jazz Magazine.
En 2022 sort l'album en trio My Days in Copenhagen, consacré aux standards de jazz et enregistré au studio The Village de Copenhague, avec deux musiciens scandinaves, le danois Thomas Fonnesbæk et le suédois Niclas Campagnol,.
2023 est marqué par la récompense du Grand Prix du Jazz Sacem Société des auteurs, compositeurs et éditeurs de musique en 2023 avec Sixun, et par la sortie de son premier enregistrement en piano solo, l'album Com ô Paradis,.
Son 15e album de compositions, Infinite Volume II, sort en octobre 2024, en quartet avec Christophe Panzani, Bruno Schorp et Rémi Vignolo. La pochette de l'album est une création photographique de l'artiste Georges Rousse, qui établit un lien entre l'infini du visuel et le caractère hypnotique de la musique du quartet. Bien reçu par la critique, il est notamment récompensé par le CHOC de la rédaction de Jazz Magazine qui évoque un parallèle avec le dernier quartet de Wayne Shorter. 

## Discographie
- 1991 : Solea
- 1996 : Express Paris-Roma
- 1999 : Empreinte
- 1999 : Padre
- 2001 : Storia
- 2004 : Scénario
- 2006 : L’Âme sœur[15]
- 2010 : Répertoire[16]
- 2013 : Boléro[17]
- 2015 : Express Europa
- 2018 : Infinite
- 2020 : My Little Italy
- 2022 : My Days in Copenhagen
- 2023 : Com ô paradis (Paradis Improvisé)
- 2024 : Infinite volume II